# Gelénes-Beregdaróci Természetvédelmi Terület

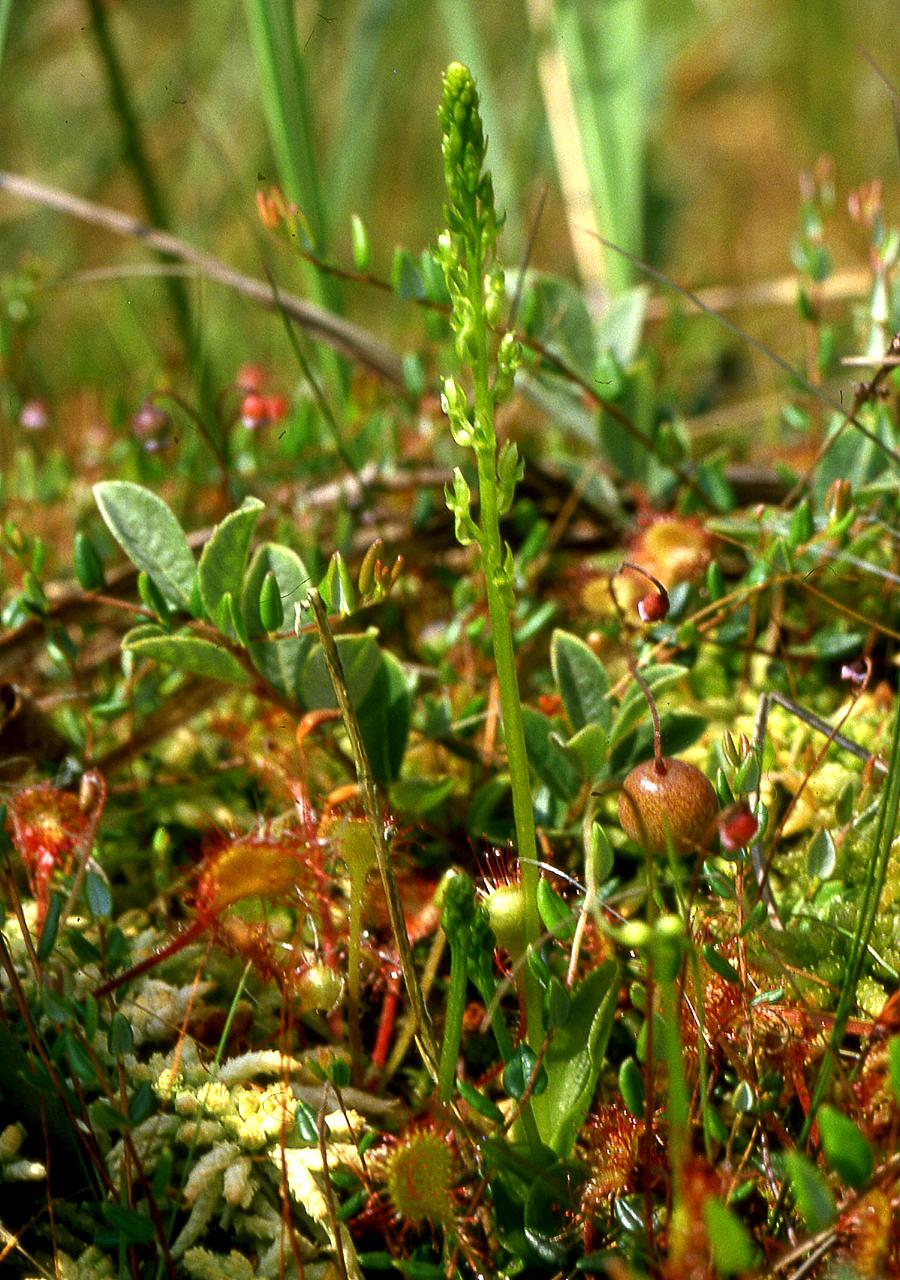
Kereklevelű harmatfű, tőzegorchidea és tőzegáfonya társulás a lápban

A Gelénes-Beregdaróc kiemelt jelentőségű természetmegőrzési területen található az utolsó jégkorszakból visszamaradt dagadólápok máig fennmaradt darabja a Nyirjes-tó. Ezek a Szatmár-Beregi Tájvédelmi Körzet legféltettebb kincsei. E hidegidőszaki reliktumok máig őrzik a régmúltból visszamaradt növény- és állatvilág maradványait. Fennmaradásukat a Szatmár-Beregi-síkság klímájának, valamint az őket körülvevő erdők által létrehozott sajátos mikroklímájának köszönhetik. Hasonló jellegű társulások hazánkban csak az Északi-középhegységben, határainkhoz legközelebb pedig a Kárpátokban találhatók.

## Leírása
A Nyírjes-tó Beregdaróc határában 3,2 hektáron terül el. A lápot sűrűn benőtt növényzet szövi át, szomszédjához, a Bábtavához hasonlóan. A lápra girbegurba padló visz fel. A valamikor még egyenes padlót maga a láp tette ilyen girbegurbává, mivel a Nyirjes-tó egy része dagadó tőzegmohaláp. Egyrészt azért is dagad az úszóláp, mivel vízbe merült részei duzzadnak mint a szivacs, és azért is, mivel a rajta megtelepedett növények is folytonosan magasítják, vagyis alul is fölül is folytonosan növekszik.
A Nyírjes dagadólápja 2 hektárnyi területű, s az itt végzett pollenvizsgálatok korát 9000 évre becsülték. A láp az 1980-as évek nagy szárazságaikor már egyszer közel állt a pusztuláshoz. Ekkor a szárazság miatt visszaszorult rajta a tőzegmoha és már-már kipusztult róla a ritka tőzegáfonya is, és félő volt az is, hogy az úszó lápsziget is megfeneklik, ezért 1986-ban mesterségesen kezdték pótolni a láp vizét. Azóta lassan visszaállt a vízmagasság és a biológiai egyensúly is.
A dagadólápra a veszélyes, elnyeléssel fenyegető semlyék miatt sem ember, sem állat nem jár be, háborítatlanul élhet rajt a növény és állatvilága.

## Növényvilága
A lápon él többek között a kereklevelű harmatfű is, mely ugyan az emberre nem jelent veszélyt, de annál inkább az apró rovarokra, mivel rovarevő.
A láp másik különlegessége a gyilkos csomorika, melynek nedve már az emberre is ártalmas. Ha igaz a leírás, akkor Claudius ennek a főzetével gyilkolta meg Hamlet atyját.
A láp növényei közt található még a tőzegeper, tőzegpáfrány és a tőzegorchidea és a gyapjúsás is.